# Les Portes de la gloire
Pour plus de détails, voir Fiche technique et Distribution.
Les Portes de la gloire est une comédie dramatique française réalisée par Christian Merret-Palmair, sortie en 2001.

## Synopsis
Dans le Nord de la France, Régis Demanet est commercial à Pégase Diffusion, une petite société de démarchage à domicile. Ce chef tyrannique d'une escouade de VRP voit débarquer sous ses ordres Jérôme Le Tallec, le futur gendre du patron. Le nouvel arrivant tente de s'intégrer et devient le témoin des méthodes peu orthodoxes de ces mercenaires du porte-à-porte. 
Avec d'autres commis voyageurs, Balzac, Patrick Sergent et Michel Moineau, Jérôme sillonne les routes de France et investit les quartiers pavillonnaires pour inciter les crédules à acheter les cinq volumes de l'encyclopédie de Ralph Spiegel, un « pacifiste visionnaire et idéaliste ». 
Régis voit en la venue de Jérôme une occasion de réaliser ses ambitions personnelles au sein de Pégase. Dans sa quête de pouvoir, il est guidé par son mentor, l'emblématique colonel Nicholson, l'officier martial du Pont de la Rivière Kwaï.

## Fiche technique
- Réalisateur : Christian Merret-Palmair

## Distribution
- Benoît Poelvoorde : Régis Demanet
- Julien Boisselier : Jérôme Le Tallec
- Étienne Chicot : Patrick Sergent
- Yvon Back : Michel Moineau
- Michel Duchaussoy : Balzac
- Jean-Luc Bideau : Paul Beaumont

## Autour du film
La tirade récitée à la fin du film par Michel Duchaussoy est tirée des Pensées (XXIX) de Giacomo Leopardi :
« Si tu compares le sort de deux hommes, dont l'un est doué d'un vrai mérite et l'autre jouit d'une fausse gloire, tu verras ce dernier plus heureux que son rival et presque toujours plus riche. L'imposture excelle et triomphe dans le mensonge, mais sans l'imposture, la vérité ne peut rien. Cela n'est pas dû, à mes yeux, à quelque mauvais penchant de notre espèce, mais au fait que la vérité est toujours trop simple et trop pauvre pour contenter les hommes, qui réclament pour se divertir ou s'émouvoir, une part d'illusion et d'erreur : il faut qu'on leur promette plus et mieux qu'on ne pourra jamais leur donner. La Nature est la première à nous abuser ainsi car c'est essentiellement par l'illusion et le mensonge qu'elle nous rend la vie aimable, ou tout au moins, supportable. »